# IPhone 11 Pro
iPhone 11 Pro i iPhone 11 Pro Max – smartfony z linii iPhone, opracowane, produkowane i sprzedawane przez amerykańską firmę Apple; następcy telefonów iPhone Xs i iPhone Xs Max zaprezentowane 10 września 2019 r. podczas Apple Special Event. September 10, 2019. Są to sztandarowe modele firmy Apple, natomiast podczas tej samej konferencji zaprezentowano również tańszy model – iPhone 11.
Są dostępne w 4 kolorach – złoty, „gwiezdna szarość”, srebrny i nowa „nocna zieleń”.
Wyglądem są podobne do poprzedniego modelu iPhone Xs. Przód nie zmienił się, tył telefonu został zrobiony z teksturowanego matowego szkła i otrzymał trzeci aparat.
Wprowadzenie iPhona 11 Pro spowodowało wycofanie z rynku modelu Xs.

## Aparaty fotograficzne
Po raz pierwszy Apple wprowadziło w swoim telefonie system trzech aparatów fotograficznych po 12MP każdy. 
| Nazwa                                  | Ogniskowa | Przysłona | Ilość elementów optycznych | Optyczna stabilizacja obrazu | Uwagi                                                    |
| -------------------------------------- | --------- | --------- | -------------------------- | ---------------------------- | -------------------------------------------------------- |
| Aparat z obiektywem ultraszerokokątnym | 13 mm     | f/2.4     | 5                          | NIE                          | Pole widzenia 120°                                       |
| Aparat z obiektywem szerokokątnym      | 26 mm     | f/1.8     | 6                          | TAK                          | 100% Focus Pixels                                        |
|                                        | 52 mm     | f/2.0     | 6                          | TAK                          | 2-krotny zoom optyczny względem obiektywu szerokokątnego |

Dodatkowo wprowadzono tryb nocny (Night Mode) umożliwiający fotografowanie ciemnych scenerii które następnie są rozjaśnianie, a efekt znacząco poprawia jakość zdjęcia. Usprawniono też tryb portretowy, Smart HDR i dodano technologię Deep Fusion, która używa systemu Neural Engine do lepszego przetwarzania wieloklatkowego w celu poprawienia jakości zdjęć.

## Nowości względem poprzednich modeli
- 3 aparaty (nowy ultraszerokokątny aparat)
- Nowy procesor A13 Bionic
- Przednia kamera 12Mpx (poprzednio 7Mpx)
- Czip A13 Bionic z systemem Neural Engine trzeciej generacji
- iPhone 11 Pro i iPhone 11 Pro Max uzyskały klasę IP68 zgodnie z normą IEC 60529 (maksymalna głębokość 4 m do 30 minut)
- 2x wyższy kontrast – 2 000 000:1 (typowo)
- Haptic Touch zamiast dotychczasowego 3D Touch
- Wyższa jasność wyświetlacza z 625 nitów do maks. 800 nitów
- Konstrukcja z teksturowanego matowego szkła i stali nierdzewnej
- Tryb nocny i autokorekcja
- Jaśniejszy flesz True Tone z trybem Slow Sync
- Czip Ultra Wideband
- Odtwarzanie dźwięku przestrzennego i formatu Dolby Atmos
- Dołączona ładowarka 18W do szybkiego ładowania